# Tad Morose
Tad Morose ist eine schwedische Power-Metal-Band. Sie gehören neben Morgana Lefay zu den einflussreichsten Vertretern der skandinavischen Power-Metal-Szene.

## Name
Der Name der Band leitet sich aus dem englischen „a tad morose“ ab, was „ein bisschen griesgrämig, missmutig, mürrisch, verdrießlich“ bedeutet. Übersetzt man „tad“ mit „Junge“, was auch möglich ist, ergäbe sich die Bedeutung „griesgrämiger, missmutiger, mürrischer, verdrießlicher Junge“.

## Bandgeschichte
Die Band wurde 1991 in Bollnäs gegründet. Anfang 1992 stieß Sänger Anders Westlund zur Besetzung, verließ Tad Morose jedoch Ende 1992 nach einigen Live-Auftritten wieder. Während der ersten Demoaufnahmen kam der Kontakt zu dem mit Schlagzeuger Dan-Erik Eriksson befreundeten Kristian Andrén zustande. Nach einigen Jamsessions wurde er als neuer Sänger engagiert. Ebenfalls zur Band gehörte nun auch der Keyboarder Fredrik Eriksson, und das in dieser Besetzung aufgenommene Demo führte zu einem Plattenvertrag bei Black Mark Production. Das Debütalbum Leaving the Past Behind erschien 1993 in Europa und erregte überregionale Aufmerksamkeit. Trotz ausgezeichneter Rezensionen in den USA, u. a. in der Zeitschrift Metal Maniacs, konnte für den dortigen Markt kein Distributor gefunden werden. Allerdings wurde das Album in Australien und Japan veröffentlicht und verkaufte sich allein dort über 3.000 mal.
Die für Anfang 1994 geplanten Aufnahmen zum zweiten Studioalbum Sender of Thoughts verzögerten sich wegen des Weggangs von Schlagzeuger Dan-Erik Eriksson. Für ihn kam Peter Morén, sodass das Album im Februar 1995 erscheinen konnte. Kurz nach der Veröffentlichung verließ auch Bassist Per-Ola Olsson die Band, auf der anschließenden Deutschland-Tournee mit Crematory, Morgana Lefay und Memento Mori wurde er durch Anders Modd ersetzt. Im Jahr 1996 erschien die Split-EP Paradigma mit Memento Mori, zu denen Sänger Kristian Andrén kurz darauf wechselte. Ersatz fand die Band in Urban Breed, in dieser Besetzung wurde das dritte Album A Mended Rhyme aufgenommen und 1997 veröffentlicht.
Als 1998 Keyboarder Fredrik Eriksson Tad Morose verließ, entschied sich die Band, statt eines Keyboarders mit Daniel Olsson einen zweiten Gitarristen zu verpflichten. Wenig später trennte sich Tad Morose von ihrem Label Black Mark Production und wurden 2000 von Century Media unter Vertrag genommen. Noch im gleichen Jahr erschien Undead und 2002 Matters of the Dark. Nach einer Europa-Tournee und Auftritten beim Sweden Rock und beim Wacken Open Air erschien 2003 das siebte Studioalbum Modus Vivendi. Die für 2006 angesetzten Studiotermine konnten nicht wahrgenommen werden, weil Sänger Urban Breed die Band Ende 2005 verließ. Als Grund nannte Christer Andersson, dass Breed zum geplanten Beginn der Studioaufnahmen trotz Zusage noch keinen einzigen Liedtext verfasst hatte. Zwar wurde mit Joe Comeau (ex-Annihilator) ein neuer Sänger gefunden, der aber bereits nach einigen Live-Auftritten die Band 2007 wieder verließ, weil sich die Zusammenarbeit der Schweden mit dem in den USA lebenden Sänger als nicht praktikabel erwies. Auch Gitarrist Daniel Olsson verließ Tad Morose 2007 und schloss sich Urban Breeds neuer Band Trail of Murder an. Aufgrund der zahlreichen Besetzungswechsel hatte Century Media die Band in der Zwischenzeit aus allen Verträgen entlassen. Seit 2008 gehört Sänger Ronny Hemlin zur Besetzung. In den folgenden Jahren absolvierte Tad Morose einige wenige Auftritte zumeist in Schweden. Im März 2012 gab die Band bekannt, dass Gitarrist Markus Albertson durch Kenneth Jonsson (ehemals Torch) ersetzt wurde. Außerdem bestätigte Tad Morose, dass die Arbeiten an dem seit 2009 angekündigten Studioalbum nahezu abgeschlossen seien und dass es den Titel Revenant tragen wird. Das Album erschien am 22. November 2013 beim schwedischen Independent-Label Despotz Records im Vertrieb von Cargo Records.
Am 28. August 2015 wurde St. Demonius erneut über Despotz veröffentlicht, am 15. Juni 2018 dessen Nachfolger Chapter X bei GMR Music Group.

## Diskografie
- Leaving the Past Behind (1993, Black Mark Production)
- Sender of Thoughts (1995, Black Mark Production)
- Paradigma (EP, 1996, Black Mark Production)
- A Mended Rhyme (1997, Black Mark Production)
- Reflections (Best-of-Compilation, 2000, Black Mark Production)
- Undead (2000, Century Media)
- Matters of the Dark (2002, Century Media)
- Modus Vivendi (2003, Century Media)
- Revenant (2013, Despotz Records)
- St. Demonius (2015, Despotz Records)
- Chapter X (2018, GMR Music Group)